# جورجيوس سينكيلوس
جورجيوس سينكيلوس (باليونانية: Γεώργιος Σύγκελλος)، (اشتهر في القرن الثامن - توفي بعد عام 810)، مؤرخ بيزنطي وكاهن. عاش سنوات عديدة في فلسطين (ربما بالقرب من تكواع) كراهب قبل مجيئه إلى القسطنطينية، حيث عُين في المكتب الكنسي في الكنيسة الأرثوذكسية الشرقية برئاسة تاراسيوس [الإنجليزية] بطريرك القسطنطينية. تقاعد لاحقًا وأقام في الدير لكتابة ما كان يريده أن يكون عمله العظيم أو سردًا لتاريخ العالم وهو كتاب (مقتطفات من الكرونوغرافيا، باليونانية (Ἐκλογὴ Χρονογραφίας))، ووفقًا لأناستاسيوس بيبليوثيكاريوس (أمين المكتبة ورئيس المحفوظات في كنيسة روما) فإن جورج قد كافح بشجاعة ضد الهرطقات [مثل تحطيم الأيقونات] وتعرض للعقاب عدة مرات من الحكام الذين احتدموا ضد طقوس الكنيسة، وهي إدعاءات غير دقيقة ومشكوك فيها.